# Hermann Scheer

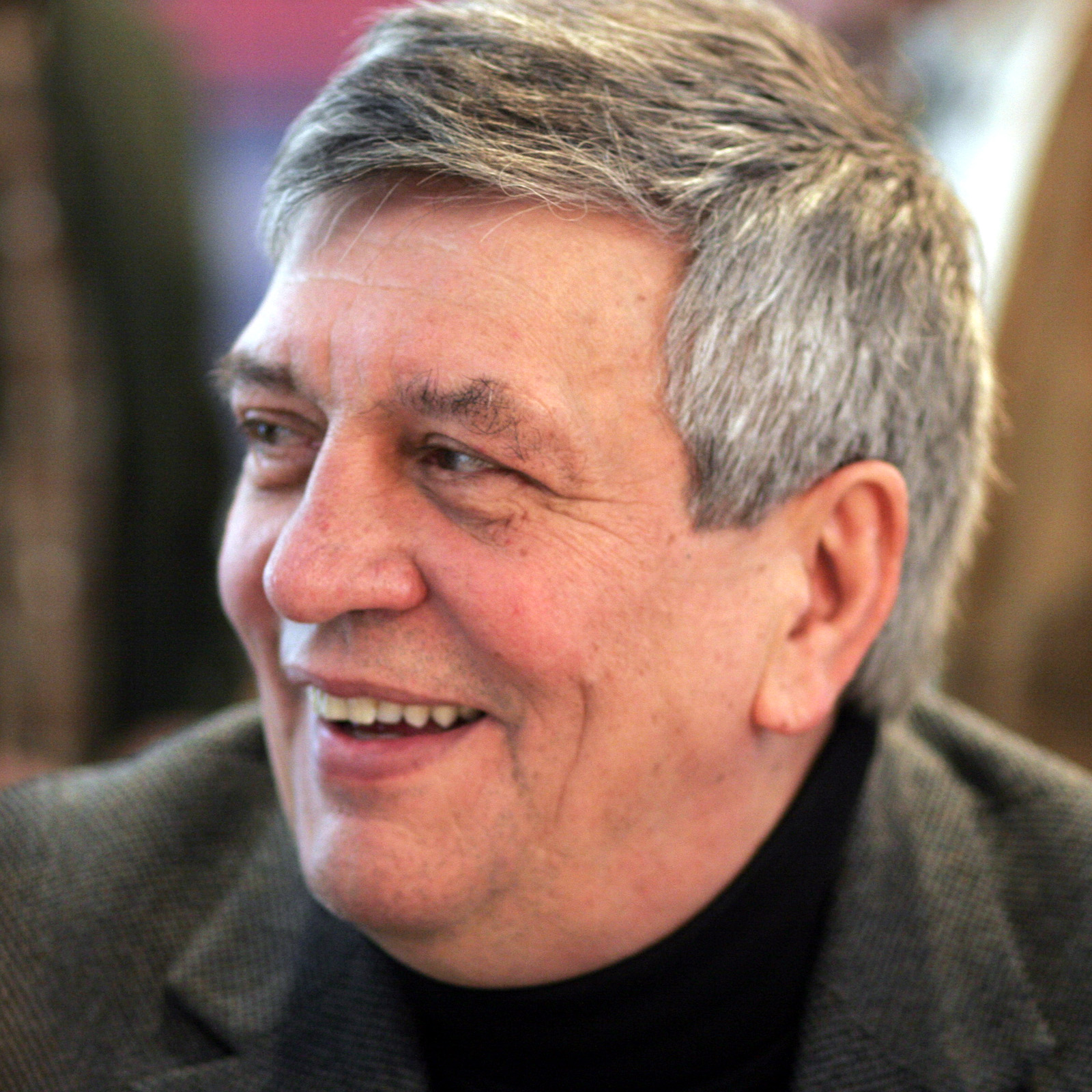
Hermann Scheer (2008)

Hermann Scheer (Wehrheim, 29 april 1944 - Berlijn, 14 oktober 2010) was een Duits politicus namens de  SPD. Hij ontving in 1999 de Right Livelihood Award voor zijn inspanningen voor zonne-energie.
Scheer geloofde dat duurzame energie de enige realistische oplossing was voor de groeiende vraag naar energie en de milieuschade die fossiele brandstoffen veroorzaken. Scheer concludeerde dat het technisch en ecologisch haalbaar was om voldoende zonne-energie op te wekken om de fossiele en nucleaire energie volledig te vervangen. De grootste bezwaren tegen zonne-energie waren politieke bezwaren en geen technische of economische.
In 1999 was hij een van de initiatiefnemers van terugleververgoeding, die een belangrijke aanjager was van de groei van duurzame energie in Duitsland.  Daarnaast was hij ook voorzitter van het World Council for Renewable Energy tot aan zijn dood.
- Bibsys: 90909199
- Biblioteca Nacional de España: XX1114494
- Bibliothèque nationale de France: cb128886002 (data)
- Catàleg d'autoritats de noms i títols de Catalunya: 981058512252306706
- Gemeinsame Normdatei: 12156049X
- International Standard Name Identifier: 0000 0001 1476 8748
- Library of Congress Control Number: n82111990
- Bibliotheek van het Japanse parlement: 00866113
- Nationale Bibliotheek van Tsjechië: xx0007677
- Nationale Bibliotheek van Israël: 987007364381205171
- Nederlandse Thesaurus van Auteursnamen: 079192890
- Système universitaire de documentation: 055672329
- Virtual International Authority File: 86806636
- WorldCat: E39PBJmdtw9GhTr9wvC4D9kdQq